# Kano (vattendrag i Burundi)
Kano är ett vattendrag i Burundi.   Det ligger i provinsen Ngozi, i den norra delen av landet, 70 kilometer nordost om huvudstaden Bujumbura.
Omgivningarna runt Kano är en mosaik av jordbruksmark och naturlig växtlighet. Runt Kano är det tätbefolkat, med 659 invånare per kvadratkilometer.